# Ossezia

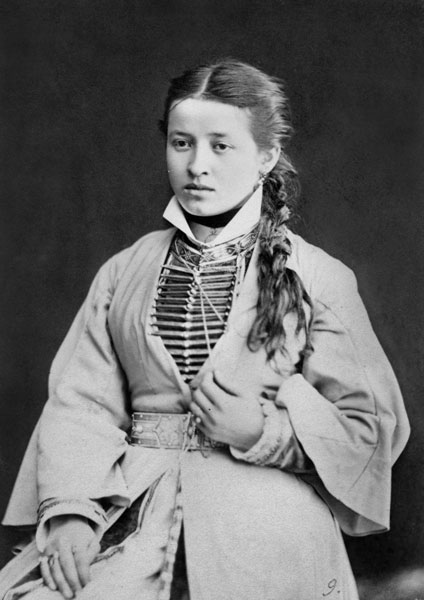
Ragazza in abiti tradizionali (1883)

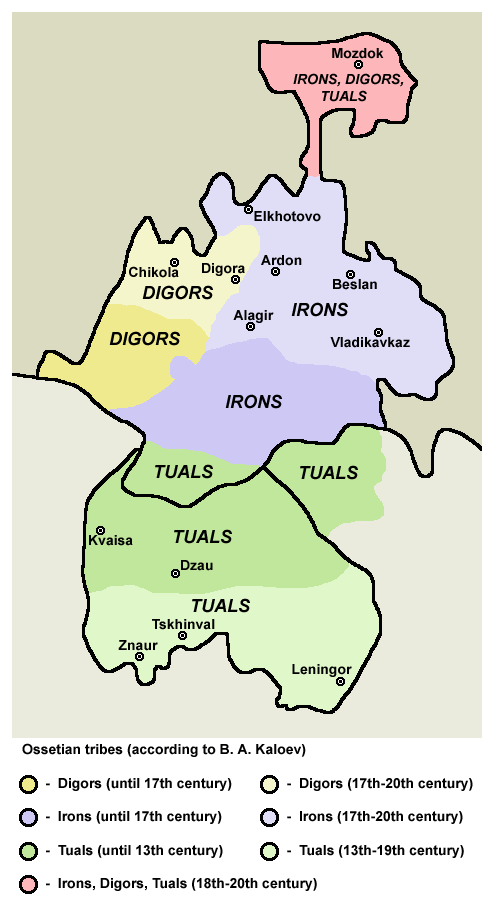
Tribù ossete (secondo B. A. Kaloev)

L'Ossezia è una regione storica del Caucaso settentrionale, al confine tra Russia e Georgia, oggi amministrativamente divisa in Ossezia Settentrionale-Alania  (denominata anche "Alania" in Russia) ed Ossezia del Sud.
Questa piccola regione popolata da una etnia di stirpe iranica ha dato origine, dopo lo scioglimento dell'Unione Sovietica, a due distinte entità: l'Ossezia Settentrionale-Alania, che è repubblica autonoma all'interno della Federazione russa, e l'Ossezia del Sud in Georgia.

## Popolazione

### Etnie
La grande maggioranza è costituita da osseti, etnia di origini iraniche. Sono presenti piccole minoranze di varie altre popolazioni caucasiche, perlopiù di ceppo turco, e consistenti minoranze russe.

### Lingua
Lingue parlate sono il russo e l'osseto, lingua appartenente alla famiglia delle lingue iraniche. Sono parlate dalle minoranze altre lingue caucasiche. 

## Cultura

### Religione
La grande maggioranza della popolazione è cristiano ortodossa, con minoranze islamiche.

### Letteratura
Esiste una vasta letteratura popolare a carattere essenzialmente orale e tradizionale. Il capolavoro della letteratura popolare osseta, che ha origine in antichissime saghe orali, è il Libro degli eroi, studiato da E. Dumézil. L'osseto, scritto in caratteri cirillici, ha dato origine a una letteratura nazionale solo a partire dall'era sovietica. Padre fondatore della prosa osseta è considerato Arsen Borisovič Kocoev (1872-1944).